# تومي كوكلي
تومي كوكلي (بالإنجليزية: Tommy Coakley)‏ هو مدرب كرة قدم ولاعب كرة قدم بريطاني، ولد في 21 مايو 1947 في بلزهيل ‏ في المملكة المتحدة. لعب مع ديترويت كوجرز ونادي أرسنال ونادي تشيلمسفورد ونادي غرينوك مورتون ونادي ماذرويل.